# Scaunul Șeica

„Scaunul Şeica” în secolul al XV-lea

Scaunul Șeica (Schelker Stuhl) a fost menționat prima dată în 1336, ca fiind scaunul de jos (Unterer Stuhl) între cele Două Scaune ale Provinciei Mediașului (Mediascher Provinz) și cuprindea, la acea dată, numai localitățile Marktschelken, Kleinschelken, Arbegen, Frauendorf, Wurmloch, Mardisch, Schaal, Haschagen și Kleinkopisch. Coducerea Scaunului Șeica era atribuită unui Jude regal (Königrichter) cu sediul în Șeica Mare (Marktschelken).
Ca semn al dreptului de a judeca, în piață a fost ridicat un turn pătrat de circa 6 m, în vârful cărui se afla o giruetă în care era înscris anul 1525. Girueta era ținută de o mână stângă, cu trei degete ridicate, ca pentru jurământ, care era stema Scaunului Șeica.

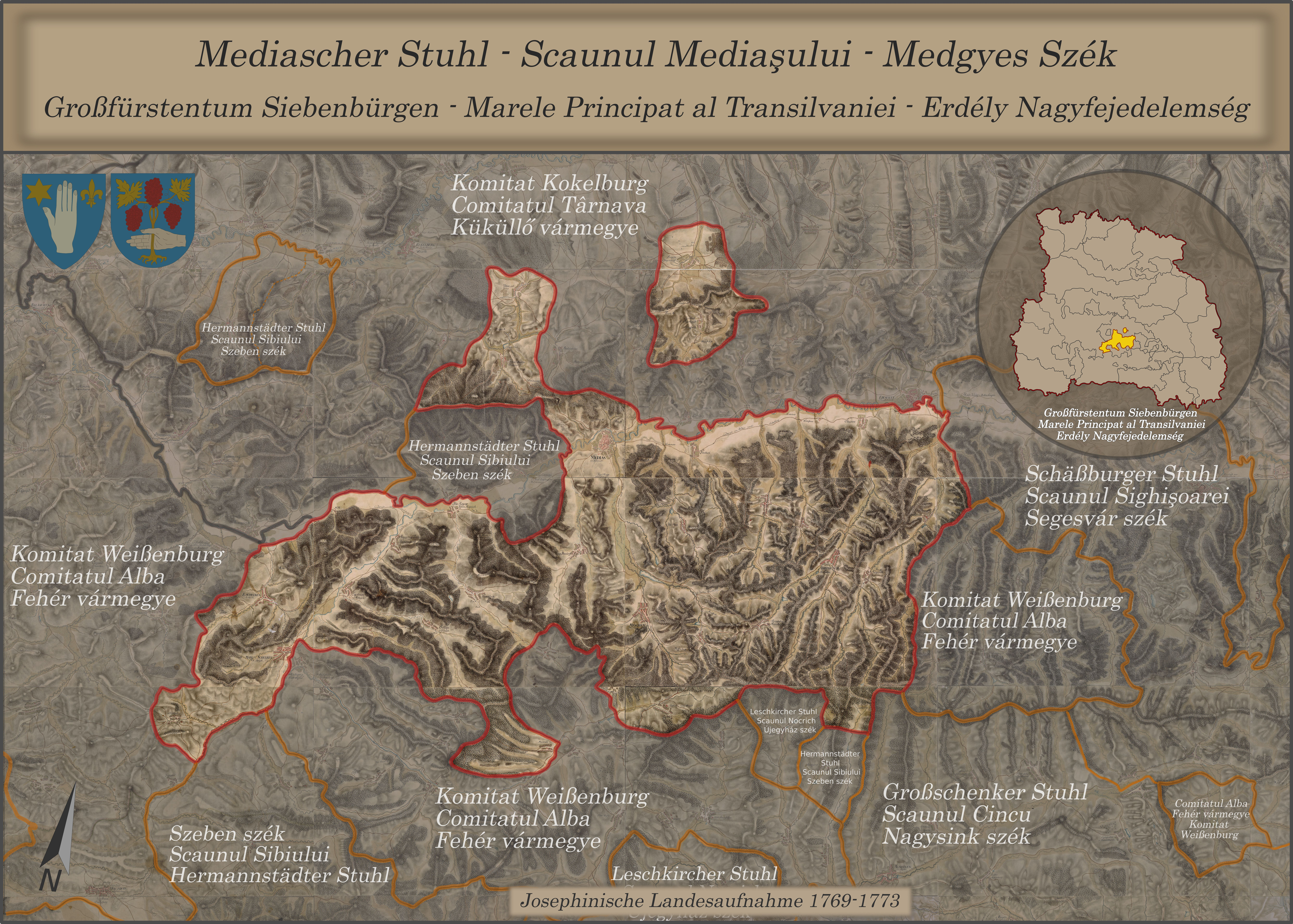
Scaunul Şeica inclus în Scaunul Mediașului (anterior Două Scaune) în Harta Iosefină a Transilvaniei, 1769-73

## Domenii aparținătoare
Scaunul Șeica (Schelker Stuhl) avea în componență următoarele localități:
- Agârbiciu, în germană Arbegen, în maghiară Szászegerbegy, atestat în 1510.
- Axente Sever/Frâua, în germană Frauendorf, în maghiară Assozonyfalva, atestat în 1510.
- Copșa Mică, în germană Kleinkopisch, în maghiară Kiskapus, atestat în 1510.
- Dupuș, în germană Tobsdorf, în maghiară Táblás.
- Hașag, în germană Haschagen, în maghiară Hásság, atestat în 1510.
- Moardăș, în germană Mardisch, în maghiară Mardos, atestat în 1510.
- Șaroș pe Târnave/Șaroșu Săsesc, în germană Scharosch în maghiară Szászáros, atestat în 1510.
- Șeica Mare, în germană Marktschelken, în maghiară Nagyselyk, atestat în 1315.
- Șeica Mică, în germană Kleinschelken, în maghiară Kisselyk, atestat în 1318.
- Șoala, în germană Schaal, în maghiară Sálya, atestat în 1510.
- Valchid, în germană Waldhütten, în maghiară Váldhid, atestat în 1359.
- Valea Viilor/Vorumloc, în germană Wurmloch, în maghiară Nagybaromlak, atestat în 1510.
- Furkeschdorf (A fost o localitate atestată în scris în 1267 cu denumirea latină Predium Nicolai, care a dispărut în jurul anului 1476, când se menționează împărțirea pământurilor între Mediaș și Moșna. Ultimul preot ce a slujit în biserica cu hramul Sf. Nikolaus din Furkeschdorf a murit în 1487. Vatra satului și biserica nu au fost încă identificate în teren.[2] În dialectul săsesc localitatea se numea Furkešdref, în română Fucușdorf sau Fucășdorf, iar în maghiară Farkastelke [3])